# Маккензі Девіс
Маккензі Девіс (англ. Mackenzie Davis; нар. 1 квітня 1987, Ванкувер, Британська Колумбія, Канада) — канадська акторка, кінопродюсерка та модель. Відомі ролі: програмістка Кемерон Гау в телесеріалі «Зупинись і гори» (2014—2017), солдатка-кіборг Ґрейс у фільмі «Термінатор: Фатум» (2019).

## Життєпис
Народилася в Ванкувері. Під час навчання працювала моделлю (зріст — 180 см). Закінчила Університет Макгілла за спеціальністю «Жіноча проблематика». У 2009 переїхала до Нью-Йорка, де вивчала театральне мистецтво у The Neighborhood Playhouse.

## Кар'єра
Після навчання Девіс була помічена Дрейком Доремусом, що допомогло знятися у драматичній стрічці «Повними грудьми». Та привернула увагу до Девіс роль Ніколь у фільмі «Дружба і ніякого сексу?», в якому головних героїв виконували Деніел Редкліфф, Зої Казан, Адам Драйвер.
Виконала одну з головних ролей, програмістки Кемерон Гау, в телесеріалі «Зупинись і гори» (2014—2017). У 2015 виходить фільм «Хапай та біжи», у ньому головна роль дісталася Девіс. Тогоріч акторка з'являється у науково-фантастичній стрічці Рідлі Скотта «Марсіянин».
За участю Девіс у 2017 очікувався вихід сиквела «Той, хто біжить по лезу 2049», а також фільму «Таллі» з Шарліз Терон.

## Фільмографія
| Рік       |    | Українська назва             | Оригінальна назва              | Роль                                       |
| --------- | -- | ---------------------------- | ------------------------------ | ------------------------------------------ |
| 2024      | ф  | Не говори зі злом            | Speak No Evil                  | Луїза Далтон                               |
|           | ф  | Alpha Gang                   |                                |                                            |
| 2021—2022 | с  | Станція одинадцять           | Station Eleven                 | Кірстен (10 серій)                         |
| 2020      | ф  | Щаслива пора                 | Happiest Season                | Гарпер                                     |
| 2020      | с  | (мінісеріал)                 | Dirty Diana                    | Аманда (4 епізоди)                         |
| 2020      | с  | (мінісеріал)                 | Home Movie: The Princess Bride | Принцеса Жовтець (1 епізод)                |
| 2020      | ф  | Чесний кандидат              | Irresistible                   | Діана Гастінґс                             |
| 2020      | ф  | Перетворення                 | The Turning                    | Кейт Манделл                               |
| 2019      | ф  | Термінатор: Фатум            | Terminator: Dark Fate          | Ґрейс                                      |
| 2019      | вг | Gears 5                      | Gears 5                        | Ґрейс (голос)                              |
| 2018      | кф | Бумеранг                     | Boomerang                      | Дженіфер                                   |
| 2018      | ф  | Таллі                        | Tully                          | Таллі                                      |
| 2017      | с  |                              | No Activity                    | Патріша (1 епізод)                         |
| 2014—2017 | с  | Зупинись і гори              | Halt and Catch Fire            | Кемерон Гау / Кемерон Рендон (40 епізодів) |
| 2017      | ф  | Той, хто біжить по лезу 2049 | Blade Runner 2049              | Марієтта                                   |
| 2017      | ф  |                              | Izzy Gets the Fuck Across Town | Іззі                                       |
| 2016      | с  | Чорне дзеркало               | Black Mirror                   | Йоркі (серія «Сан-Джуніперо»)              |
| 2016      | кф | Скринька пам'яті             | Memory Box                     | Ізабель                                    |
| 2016      | ф  | Завжди сяй                   | Always Shine                   | Анна                                       |
| 2015      | ф  | Монстри атакують             | Freaks of Nature               | Петра Лейн                                 |
| 2015      | ф  | Марсіянин                    | The Martian                    | Мінді Парк                                 |
| 2015      | ф  | Батьківщина кличе додому     | A Country Called Home          | Рено                                       |
| 2014      | кф | Спустошені                   | Emptied                        | Шарлотта Лоуренс                           |
| 2014      | ф  | Ця незручна мить             | That Awkward Moment            | Челсі                                      |
| 2013      | кф |                              | Moontown                       | Шейна                                      |
| 2013      | ф  | Машина реальності Плато      | Plato's Reality Machine        | Софія                                      |
| 2013      | ф  | Ми повинні вибратися звідси  | Bad Turn Worse                 | Сью                                        |
| 2013      | ф  | Дружба і ніякого сексу?      | The F Word                     | Ніколь                                     |
| 2013      | ф  | На повні груди               | Breathe In                     | Лорен Рейнольдс                            |
| 2012      | ф  |                              | The Hat Goes Wild              | Кеті                                       |
| 2012      | с  | Поверніть мені штани         | I Just Want My Pants Back      | Люсі (1 епізод)                            |
| 2012      | ф  | Ущент                        | Smashed                        | Міллі                                      |
| 2011      | кф | Алекс                        | Alex                           | Тері                                       |

## Нагороди і номінації
| Рік  | Нагорода              | Організація                                | Номінація                                      | Робота                                | Примітки                                                               | Результат |
| ---- | --------------------- | ------------------------------------------ | ---------------------------------------------- | ------------------------------------- | ---------------------------------------------------------------------- | --------- |
| 2019 | CinemaCon Award       | CinemaCon, USA                             | Ensemble Award                                 | Terminator: Dark Fate (2019)          | разом з іншими акторами                                                | Перемога  |
| 2019 | WIN Award             | Women's Image Network Awards               | Supporting Actress Feature Film                | Tully (2018)                          |                                                                        | Номінація |
| 2018 | Halfway Award         | International Online Cinema Awards (INOCA) | Best Supporting Actress                        | Tully (2018)                          |                                                                        | Номінація |
| 2018 | Festival Prize        | Madrid Fashion Film Festival               | Best Performance                               | Boomerang (2018)                      |                                                                        | Номінація |
| 2017 | Special Jury Award    | Napa Valley Film Festival                  | Best Breakout Performance                      | Izzy Gets the Fuck Across Town (2017) |                                                                        | Перемога  |
| 2017 | Jury Prize            | Tacoma Film Festival                       | Best Performance                               | Izzy Gets the Fuck Across Town (2017) | разом із Цзюнь Чжао, King of Peking (2017)                             | Перемога  |
| 2016 | Jury Prize            | Monster Fest                               | Best Performance in a Feature Film (Female)    | Always Shine (2016)                   |                                                                        | Перемога  |
| 2016 | Jury Award            | Tribeca Film Festival                      | Best Actress in a U.S. Narrative Feature       | Always Shine (2016)                   | «За непримиренний, запеклий, сміливий, переконливий і вразливий образ» | Перемога  |
| 2014 | Canadian Screen Award | Canadian Screen Awards, CA                 | Performance by an Actress in a Supporting Role | The F Word (2013)                     |                                                                        | Номінація |